# حوليات أولستر

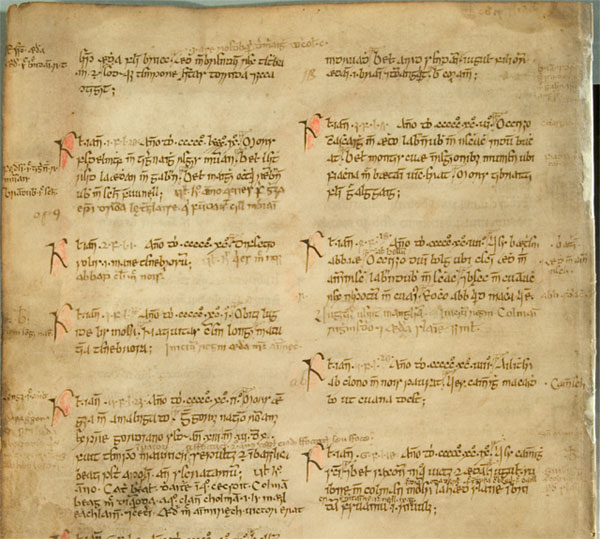
مخطوطات حوليات أولستر 500-1000 م

حوليات أولستر ( (بالأيرلندية: Annála Uladh) ) هي سجلات أيرلندا في العصور الوسطى . إدخالات تغطي السنوات من AD 431-1540 م. تم تجميع المقالات حتى عام 1489 ميلادي في أواخر القرن الخامس عشر من قبل الكاتب رويدري لوينين، تحت رعايته كاتال إيج ماك ماغنوسا في جزيرة بيل آيل في لوف إيرن في مملكة فيرماناغ . تم إضافة مداخل لاحقة (حتى 1540 م) من قبل الآخرين.

## المحتوى

### الملوك
ذكر العديد من الملوك في جميع أنحاء حوليات أولستر . تميل الحلقات إلى متابعة حياة الملوك، بما في ذلك المعارك المهمة والغارات وموتهم النهائي. بين عامي 847 و 879 ، تم تسليط الضوء على ثلاثة ملوك مختلفين.

## روابط خارجية
- حوليات أولستر ( مترجمة ) في كلية جامعة كورك CELT - مجموعة النصوص الإلكترونية
- حوليات أولستر في مكتبة جامعة بودليان بجامعة أكسفورد (MS. رول. B489) - أوائل القرن السادس عشر.